# Досон (Ајова)
Досон (енгл. Dawson) град је у америчкој савезној држави Ајова. По попису становништва из 2010. у њему је живело 131 становника.

## Демографија
Према попису становништва из 2010. у граду је живело 131 становника, што је -24 (-15.5%) становника више него 2000. године.
| Група             | 2000.       | 2010.       |
| Белци             | 149 (96,1%) | 118 (90,1%) |
| Афроамериканци    | 0 (0,0%)    | 1 (0,8%)    |
| Азијати           | 0 (0,0%)    | 0 (0,0%)    |
| Хиспаноамериканци | 2 (1,3%)    | 6 (4,6%)    |
| Укупно            | 155         | 131         |